# Karnıyarık

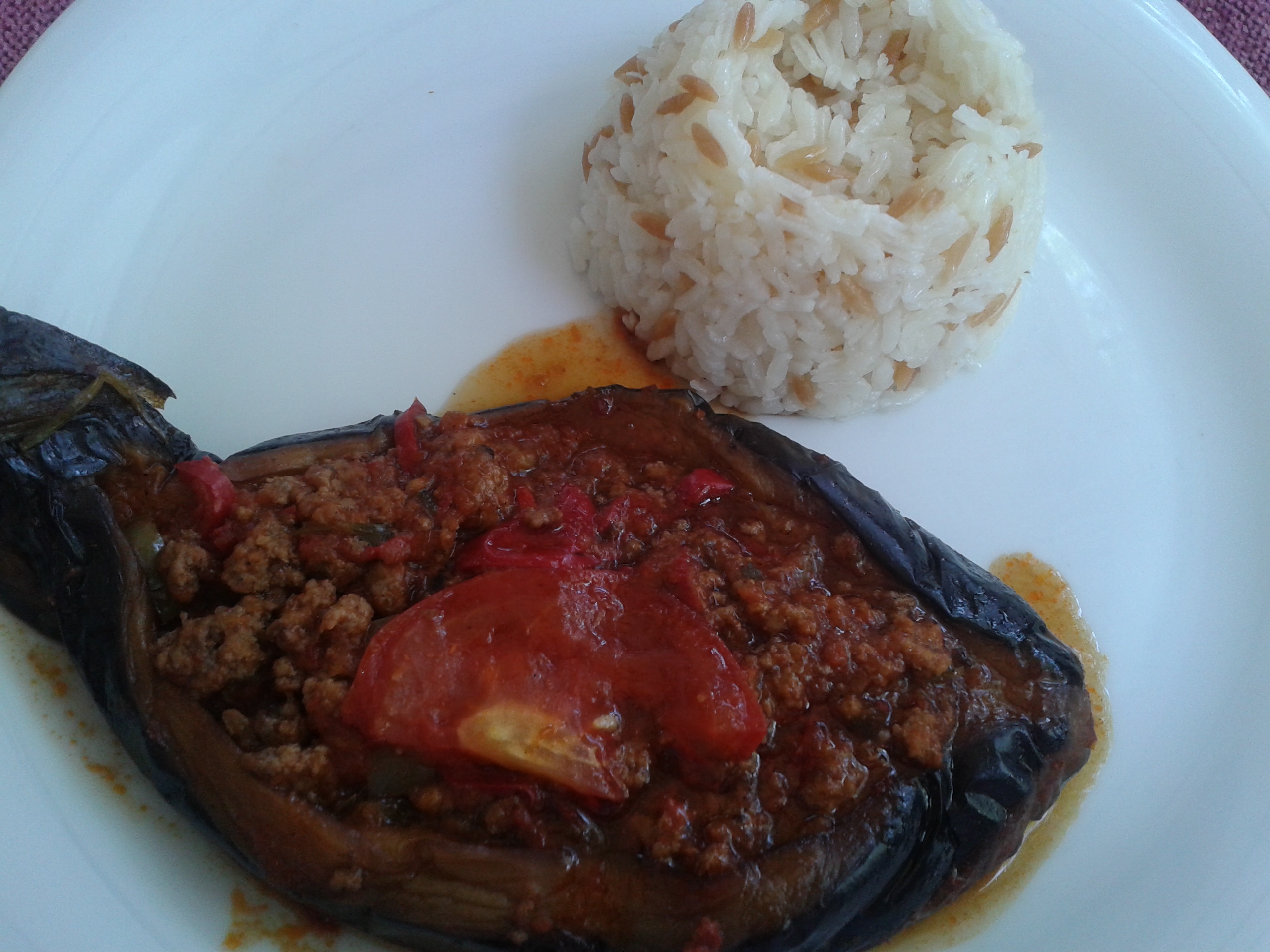
Karnıyarık

Karnıyarık of Qarnıyarıq (letterlijk vertaald vanuit het Turks en het Azerbeidzjaans: 'gespleten buik') is een gerecht uit de Turkse keuken, bestaande uit aubergine gevuld met een mix van gebakken gehakte uien, knoflook, zwarte peper, tomaten, groene peper, peterselie en gehakt. Vaak wordt karnıyarık geserveerd met pilav. Een soortgelijk gerecht is de ‘İmam bayıldı’, die geen vlees bevat en op kamertemperatuur of warm wordt geserveerd.